# Sara Petersen
Sara Slott-Bruun Petersen (ur. 9 kwietnia 1987 w Nykøbing Falster) – duńska lekkoatletka specjalizująca się w biegu na 400 metrów przez płotki, wicemistrzyni olimpijska z Rio de Janeiro (2016), rekordzistka kraju.
Zadebiutowała w 2003, zajmując 4. miejsce na mistrzostwach świata juniorów młodszych oraz zdobywając złoto olimpijskiego festiwalu młodzieży Europy. Czwarta zawodniczka europejskich mistrzostw juniorów w Kownie (2005). W 2007 i 2009 zajmowała 6. miejsce podczas młodzieżowych mistrzostw Starego Kontynentu. Brązowa medalistka uniwersjady w Belgradzie (2009). W tym samym roku zadebiutowała na mistrzostwach świata, docierając do fazy półfinałowej. W 2011 ponownie wystartowała na uniwersjadzie, zajmując ostatecznie 4. miejsce. Półfinalistka mistrzostw świata w Daegu (2011) oraz igrzysk olimpijskich w Londynie (2012). W 2015 zajęła 4. miejsce podczas mistrzostw świata w Pekinie. W 2016 została w Amsterdamie mistrzynią Europy oraz zdobyła srebrny medal igrzysk olimpijskich w Rio de Janeiro. W 2017 roku odpadła w półfinale biegu na 400 metrów podczas rozgrywanych w Belgradzie halowych mistrzostw Europy. Na tym samym etapie zmagań zakończyła występ podczas mistrzostw świata w Londynie w tym samym roku.
Okazjonalnie występuje także w biegu na 400 metrów – w 2009 i 2015 dotarła do półfinału podczas halowych mistrzostw Europy. Do zawodniczki należy rekord Danii w biegu na 400 metrów w hali – 52,59 w 2016. Petersen jest także halową rekordzistką kraju na 200 metrów (23,87 w 2016). Często wchodzi w skład duńskiej sztafety 4 × 400 metrów.
Wielokrotna złota medalistka mistrzostw Danii (także na dystansach sprinterskich) oraz reprezentantka kraju na pucharze Europy, drużynowych mistrzostwach Europy, oraz w meczach międzypaństwowych.
Rekord życiowy w biegu na 400 metrów przez płotki: 53,55 (18 sierpnia 2016, Rio de Janeiro) – rezultat ten jest aktualnym rekordem Danii. W 2012 zawodniczka ustanowiła rekord Europy na nietypowym dystansie 400 metrów przez płotki w hali, uzyskując czas 56,66.

## Osiągnięcia
| Rok  | Impreza                                | Miejsce          | Lokata     | Wynik |
| ---- | -------------------------------------- | ---------------- | ---------- | ----- |
| 2003 | Mistrzostwa świata juniorów młodszych  | Sherbrooke       | 4. miejsce | 59,42 |
| 2003 | Olimpijski festiwal młodzieży Europy   | Paryż            | 1. miejsce | 60,18 |
| 2004 | Mistrzostwa świata juniorów            | Grosseto         | eliminacje | 60,60 |
| 2005 | II liga pucharu Europy                 | Tallinn          | 3. miejsce | 58,66 |
| 2005 | Mistrzostwa Europy juniorów            | Kowno            | 4. miejsce | 58,85 |
| 2006 | II liga pucharu Europy                 | Bańska Bystrzyca | 4. miejsce | 59,28 |
| 2006 | Mistrzostwa świata juniorów            | Pekin            | półfinał   | 57,67 |
| 2007 | II liga pucharu Europy                 | Odense           | 2. miejsce | 57,01 |
| 2007 | Młodzieżowe mistrzostwa Europy         | Debreczyn        | 6. miejsce | 57,52 |
| 2009 | III liga drużynowych mistrzostw Europy | Sarajewo         | 1. miejsce | 56,70 |
| 2009 | Uniwersjada                            | Belgrad          | 3. miejsce | 56,40 |
| 2009 | Młodzieżowe mistrzostwa Europy         | Kowno            | 6. miejsce | 56,77 |
| 2009 | Mistrzostwa świata                     | Berlin           | półfinał   | 56,99 |
| 2010 | Mistrzostwa Europy                     | Barcelona        | eliminacje | 57,28 |
| 2011 | II liga drużynowych mistrzostw Europy  | Nowy Sad         | 2. miejsce | 57,52 |
| 2011 | Uniwersjada                            | Shenzhen         | 4. miejsce | 56,54 |
| 2011 | Mistrzostwa świata                     | Daegu            | półfinał   | 56,49 |
| 2012 | Mistrzostwa Europy                     | Helsinki         | półfinał   | 56,07 |
| 2012 | Igrzyska olimpijskie                   | Londyn           | półfinał   | 56,21 |
| 2014 | II liga drużynowych mistrzostw Europy  | Ryga             | 6. miejsce | 62,26 |
| 2014 | Mistrzostwa Europy                     | Zurych           | eliminacje | DQ    |
| 2015 | II liga drużynowych mistrzostw Europy  | Stara Zagora     | 1. miejsce | 55,13 |
| 2015 | Mistrzostwa świata                     | Pekin            | 4. miejsce | 54,20 |
| 2016 | Mistrzostwa Europy                     | Amsterdam        | 1. miejsce | 55,12 |
| 2016 | Igrzyska olimpijskie                   | Rio de Janeiro   | 2. miejsce | 53,55 |
| 2017 | Halowe mistrzostwa Europy              | Belgrad          | półfinał   | 52,86 |
| 2017 | Mistrzostwa świata                     | Londyn           | półfinał   | 55,45 |
| 2018 | Mistrzostwa Europy                     | Berlin           | półfinał   | 56,91 |
| 2019 | II liga drużynowych mistrzostw Europy  | Varaždin         | 1. miejsce | 55,76 |
| 2019 | Mistrzostwa świata                     | Doha             | eliminacje | DQ    |
| 2021 | Igrzyska olimpijskie                   | Tokio            | półfinał   | DQ    |